# 391
- рік темного металевого зайця за Шістдесятирічним циклом китайського календаря.

Римська імперія розділена на частини, де правлять Феодосій I та Валентиніан II. У Китаї правління династії Цзінь. В Індії правління імперії Гуптів. У Японії триває період Ямато. У Персії править династія Сассанідів.
На території лісостепової України Черняхівська культура. У Північному Причорномор'ї готи й сармати. Історики VI століття згадують плем'я антів, що мешкало на території сучасної України приблизно з IV сторіччя. З'явилися гуни, підкорили остготів та аланів й приєднали їх до себе.

## Події
- Візантійський імператор Феодосій Великий проголосив християнство державною релігією й звелів зачинити всі поганські храми. Погашено вічний вогонь у храмі Вести на Римському форумі.
- Квінт Аврелій Сіммах звертається до імператора з петицією, в якій просить його дозволити язичництво, але йому заперечує Амвросій Медіоланський.
- Війна Когурьо і Ямато